# Ciechania
Ciechania dawniej też Ciechanie (j. łemkowski Тиханя) – uroczysko - dawna miejscowość w Polsce położona w województwie podkarpackim, w powiecie jasielskim, w gminie Krempna, nieopodal granicy państwa.
Nazwa Ciechanie nie jest wymieniona w rejestrze TERYT, występuje w zestawieniu Państwowego Rejestru Nazw Geograficznych z nazwą historyczną Ciechanie i oboczną Cichanie.

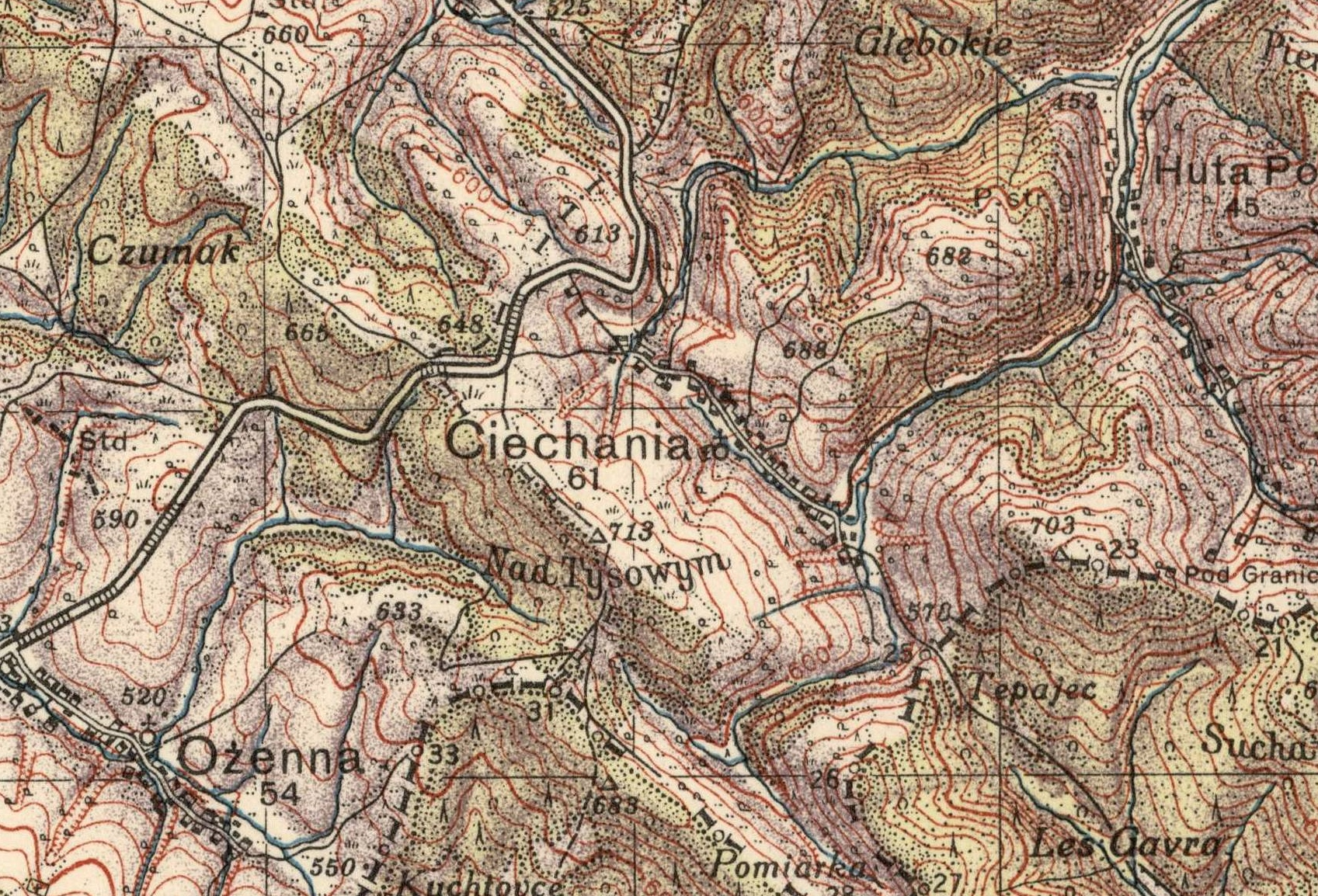
Ciechania na mapie "Jaśliska" Wojskowego Instytutu Geograficznego z 1938, skala 1:100 000

## Historia
Miejscowość powstała w XVI wieku jako posiadłość Stadnickich. W 1790 wybudowano cerkiew greckokatolicką pw. św. Mikołaja. Uszkodzona w czasie wojny, następnie rozebrana. W 1880 zamieszkana przez 340 mieszkańców (53 domy), głównie Łemków. Była wówczas odrębną parafią greckokatolicką. Wieś została poważnie zniszczona podczas I wojny światowej. W okresie międzywojennym liczyła 61 gospodarstw, 2 cerkwie. Około 1930 wybudowano drugą cerkiew - prawosławną. Uległa zniszczeniu po 1945. Ciechania została ponownie silnie zniszczona w czasie II wojny światowej (silny punkt obrony Niemców przed Sowietami do stycznia 1945). Po wojnie mieszkańcy przymusowo wysiedleni do ZSRR.

## Ciekawe miejsca
- ruiny strażnicy niemieckiej z 1944.
- cerkwisko
- dawny cmentarz łemkowski
- terenowa stacja badawcza Magurskiego Parku Narodowego

Od roku 2006, decyzją MPN dolina wsi nie jest dopuszczona do ruchu turystycznego, ze względu na przesunięcie szlaku turystycznego.
"Tychania" - po łemkowsku ciche miejsce.